# Érika Montecinos
Érika Montecinos Urrea (Santiago, 30 de marzo de 1972) es una periodista, escritora y activista lesbofeminista chilena. Fue fundadora de la primera revista digital dedicada a la cultura lesbiana en Chile y fue una de las impulsoras de la creación del Día de la Visibilidad Lésbica en Chile.

## Biografía
Hija de una dueña de casa y un carpintero ebanista, Montecinos es la mayor de tres hermanas y vivió su infancia en la comuna de Conchalí en Santiago. En 1994, ingresó a la carrera de periodismo en la Universidad Arcis.
En 2002, como respuesta al lanzamiento del periódico OpusGay, fundó Rompiendo el Silencio, revista digital e impresa chilena dedicada a difundir la cultura lésbica.
En 2014 fundó la organización social lésbica homónima, siendo su coordinadora general entre 2014 y 2022. Entre 2008 y 2010, distribuyó la revista impresa de cultura lesbiana «RSmagazine» en Chile, además de Buenos Aires, Bogotá, Ciudad de México y Madrid.
En 2015, fue una de las impulsoras del Día de la Visibilidad Lésbica en Chile, que se conmemora el 9 de julio con motivo del asesinato de Mónica Briones,caso que cubrió como investigación periodística entre 2006 y 2010 con la publicación del libro "Con mi recuerdo encendí el fuego. Mónica Briones, una biografía personal" sello Ariel de Editorial Planeta. Su investigación ayudó para que el asesinato de Mónica sea considerado el primer caso documentado de un crimen de odio en Chile.
En las elecciones parlamentarias de 2021, fue candidata a diputada por el distrito 9, obteniendo un 0,52% de los votos.
Entre 2022 y 2024, Montecinos fue encargada del departamento de Diversidad Sexual dependiente de la Subdirección de Igualdad, Diversidad e Inclusión de la Municipalidad de Santiago. A fines de 2022, impulsó la «Fundación Poderes LGTBIQANB+», cuyo objetivo es la representación política y pública de las disidencias sexogénericas en Chile y de la cual es su actual presidenta. 
En 2025, el Ministerio Secretaría General de Gobierno de su país la destacó en el Día del Periodista en Chile, junto a Mónica Gonzalez, María Olivia Monckeberg, Paula Escobar, Isabel Farías Meyer y Andrea Obid.
En su rol como periodista, también ha sido columnista de The Washington Post en su versión en español.

## Obras

### Libros
- Con mi recuerdo encendí el fuego. Mónica Briones Puccio, una biografía personal. Editorial Ariel, 2024.[6]

## Reconocimientos
- 2025: Mención honrosa del Premio Libertad de Expresión José Carrasco, otorgado por la Universidad de Chile, a «Con mi recuerdo encendí el fuego».[11]

## Historial electoral

### Elecciones parlamentarias de 2021
- Elecciones parlamentarias de 2021 a diputado por el distrito 9 (Cerro Navia, Conchalí, Huechuraba, Independencia, Lo Prado, Quinta Normal, Recoleta y Renca)[7]

| Candidato                  | Pacto                    | Partido | Votos  | %     | Resultados |
| -------------------------- | ------------------------ | ------- | ------ | ----- | ---------- |
| Karol Cariola Oliva        | Apruebo Dignidad         | PCCh    | 78 719 | 23,60 | Diputada   |
| Jorge Durán Espinoza       | Chile Podemos Más        | RN      | 21 794 | 6,53  | Diputado   |
| Maite Orsini Pascal        | Apruebo Dignidad         | RD      | 19 040 | 5,71  | Diputada   |
| Pablo Maltés Biskupovic    | Dignidad Ahora           | PH      | 16 106 | 4,83  |            |
| José Meza Pereira          | Frente Social Cristiano  | PRCh    | 14 737 | 4,42  | Diputado   |
| Érika Olivera de la Fuente | Chile Podemos Más        | ILAA    | 13 803 | 4,14  | Diputada   |
| Carlos Castro Fuentealba   | Independientes Unidos    | CU      | 12 565 | 3,77  |            |
| Elizabeth Ñanco Lincopi    | Partido Ecologista Verde | PEV     | 9 183  | 2,75  |            |
| Boris Barrera Moreno       | Apruebo Dignidad         | PCCh    | 7 763  | 2,33  | Diputado   |
| Álvaro Erazo Latorre       | Nuevo Pacto Social       | PS      | 5 707  | 1,71  |            |
| Natalia Castillo Muñoz     | Nuevo Pacto Social       | ILAH    | 4 137  | 1,21  |            |
| Andrés Giordano Salazar    | Apruebo Dignidad         | ILAR    | 2 842  | 0,85  | Diputado   |
| Erika Montecinos           | Nuevo Pacto Social       | ILAH    | 1 719  | 0,52  |            |